# Martin Greif (Anglist)
Martin Greif (* 4. Februar 1938 in New York City; † 17. November 1996 in Irland) war ein US-amerikanischer Anglist und Publizist.

## Leben
Nach seiner Schulzeit an der Stuyvesant High School in New York City studierte Greif am Hunter College Anglistik, wo er 1959 einen Bachelor mit Auszeichnung erreichte. Danach wechselte Greif an die Princeton University, wo ihm 1961 der Master mit Auszeichnung gelang. Greif entwickelte sich zum Experten des Lebens von Daniel Defoe. Nach dem Ende seines Studiums erhielt Greif eine Anstellung als Hochschullehrer für Englisch und Literatur und lehrte von 1963 bis 1973 an verschiedenen New Yorker Universitäten, unter anderem bei der New York University. Des Weiteren arbeitete Greif im Verlagswesen. Von 1969 bis 1973 arbeitete er als Chefredakteur für Time Life Books und war Mitgründer des Verlags Main Street Press, den er ab 1978 gemeinschaftlich mit seinem Lebensgefährten Lawrence Grow in Clinton, New Jersey, führte. Der Verlag spezialisierte sich auf die Veröffentlichung von Büchern über Americana, Kunsthandwerk und Restaurierung.
Als Autor schrieb Greif in den 1970er- und 1980er-Jahren mehrere Bücher. Greif und sein Lebensgefährte zogen später im Leben von Clinton, New Jersey nach Irland. Dort lebten sie in Ballinadee, County Cork. Greif schrieb in Irland weitere Bücher mit neuen Themen, unter anderem zu Schachkomposition, Puzzle und irische Themen (letztere unter dem irischen Pseudonym Mairtin O'Griofa). 1991 verstarb sein Lebensgefährte Grow an den Folgen von AIDS und im November 1996 verstarb Greif ebenso an den Folgen von AIDS in Irland.
Greif ist der Onkel des Heavy-Metal-Musikers und Rechtsanwalts Eric Greif.

## Werke (Auswahl)
- 1975: Depression Modern: The Thirties Style in America, eine Fotostudie über 1930er US-amerikanisches Design, vorwiegend Architektur
- 1975: Aunt Sammy's Radio Recipes
- 1978: The New Industrial Landscape: The Story of the Austin Company
- 1978: The Morning Stars Sang: The Bible in Folk Art
- 1979: The Airport Book: From Landing Field to Modern Terminal
- 1982: The Gay Book of Days, Enzyklopädie über schwule Personen in der Historie
- 1986: The Lighting Book: A Buyer's Guide to Locating Almost Every Kind of Lighting Device
- 1988: The World of Tomorrow: The 1939 New York World's Fair
- 200 Classic Chess Puzzles
- 200 Demanding Chess Puzzles
- 200 Intriguing Chess Puzzles
- 200 challenging Chess puzzles
- 1997: Celtic Tales of Terror (posthum erschienen, Mairtin O'Griofa)